# Prepositura
Prepositura en italien ou propositura en toscan est, en Italie et notamment en Toscane, un terme utilisé dans la religion catholique, et dans le rite ambrosien milanais en Lombardie, pour désigner l'office, la dignité d'un curé (parroco en italien) ou prévôt (preposito ou preposto ou prevosto en italien) chargé de privilèges spéciaux dans une paroisse. Par extension c'est aussi le nom donné à l'église prévôtale ou paroissiale (chiesa prepositurale ou parrocchiale en italien) siège de son office.

## Quelquesprepositure,propositureouchiese prepositurali

### En Toscane

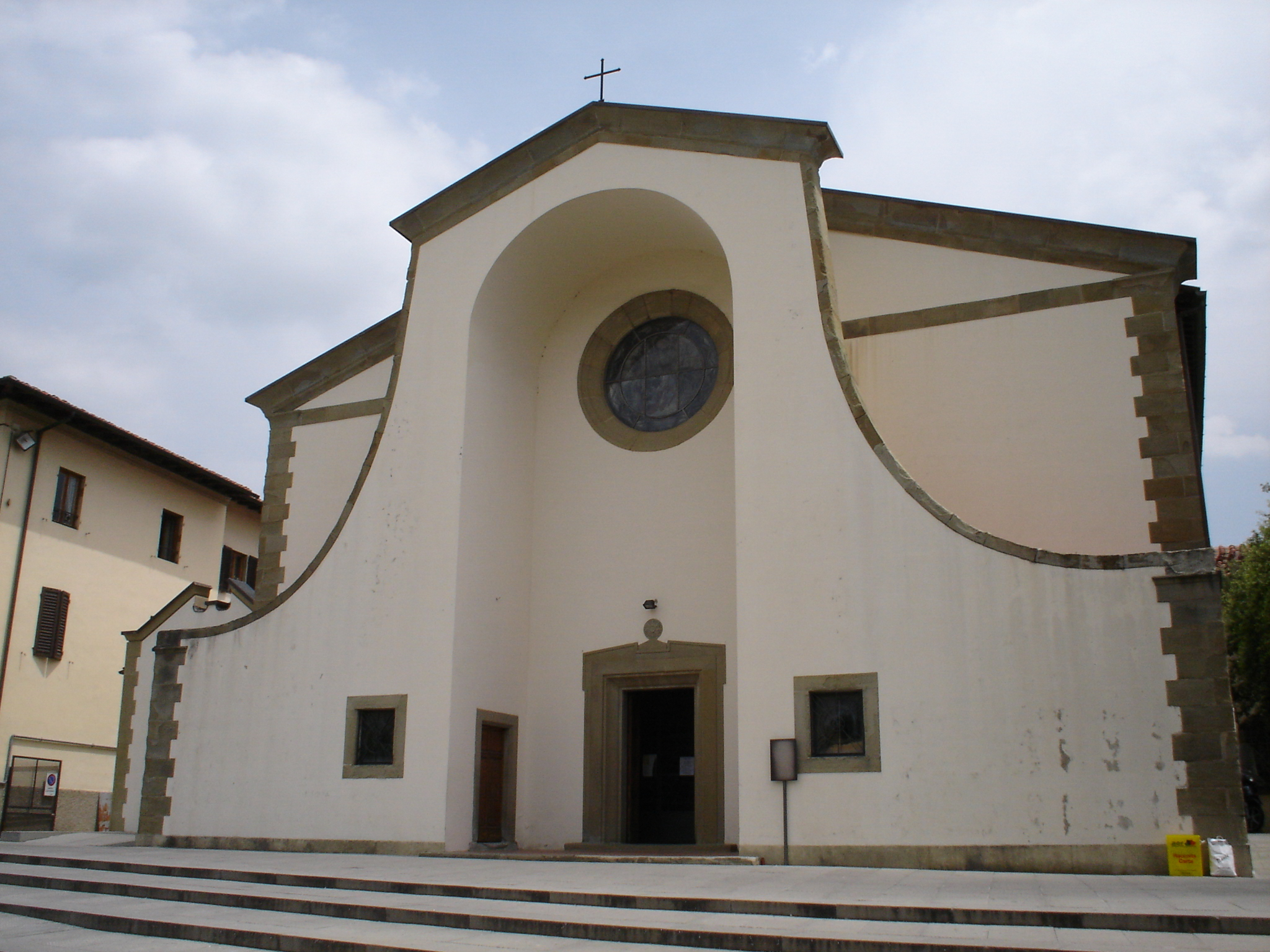
Prepositura di San Michele Arcangelo à Pontassieve
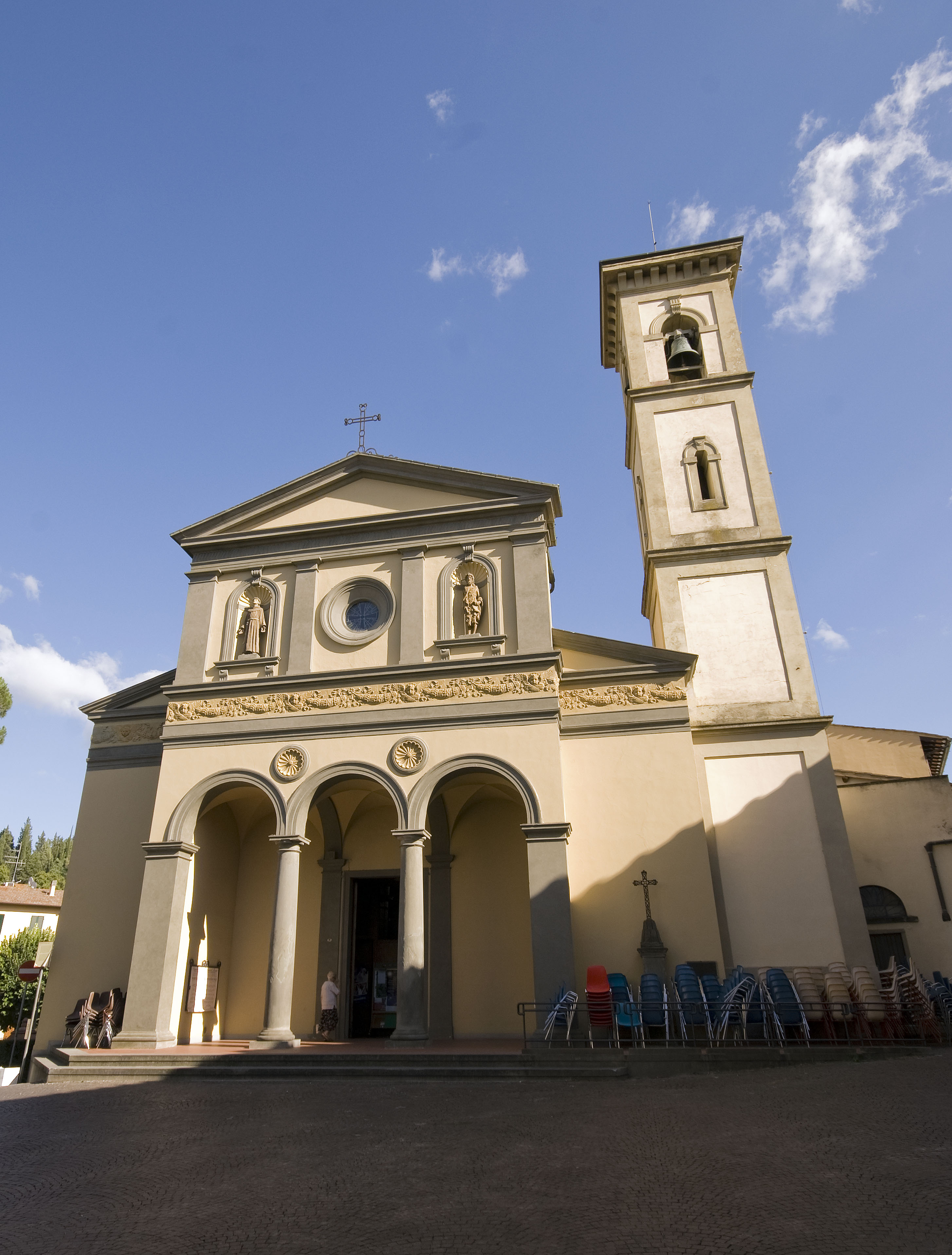
Propositura di Santa Croce (it) à Greve in Chianti
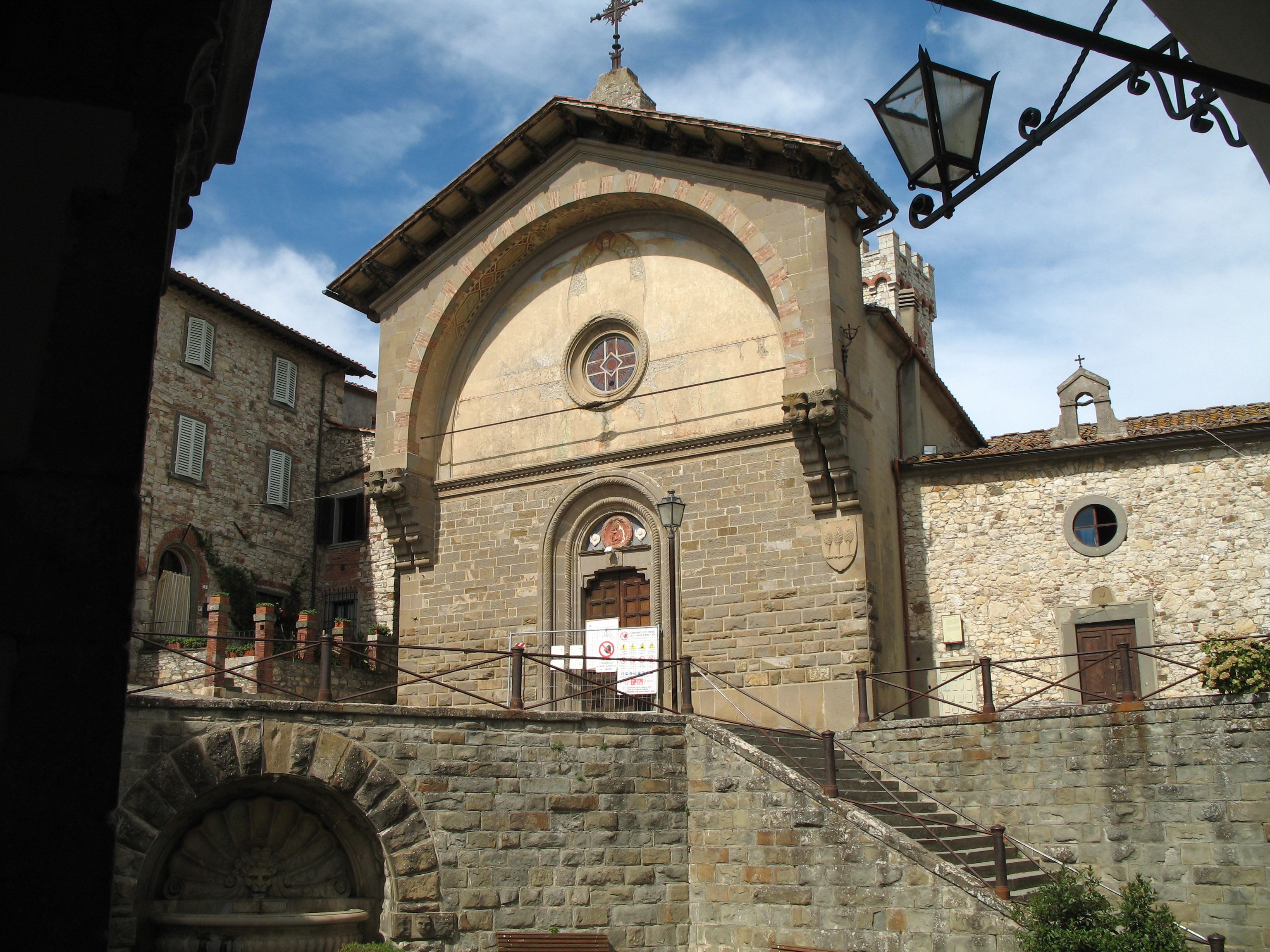
Propositura di San Niccolò (it) à Radda in Chianti
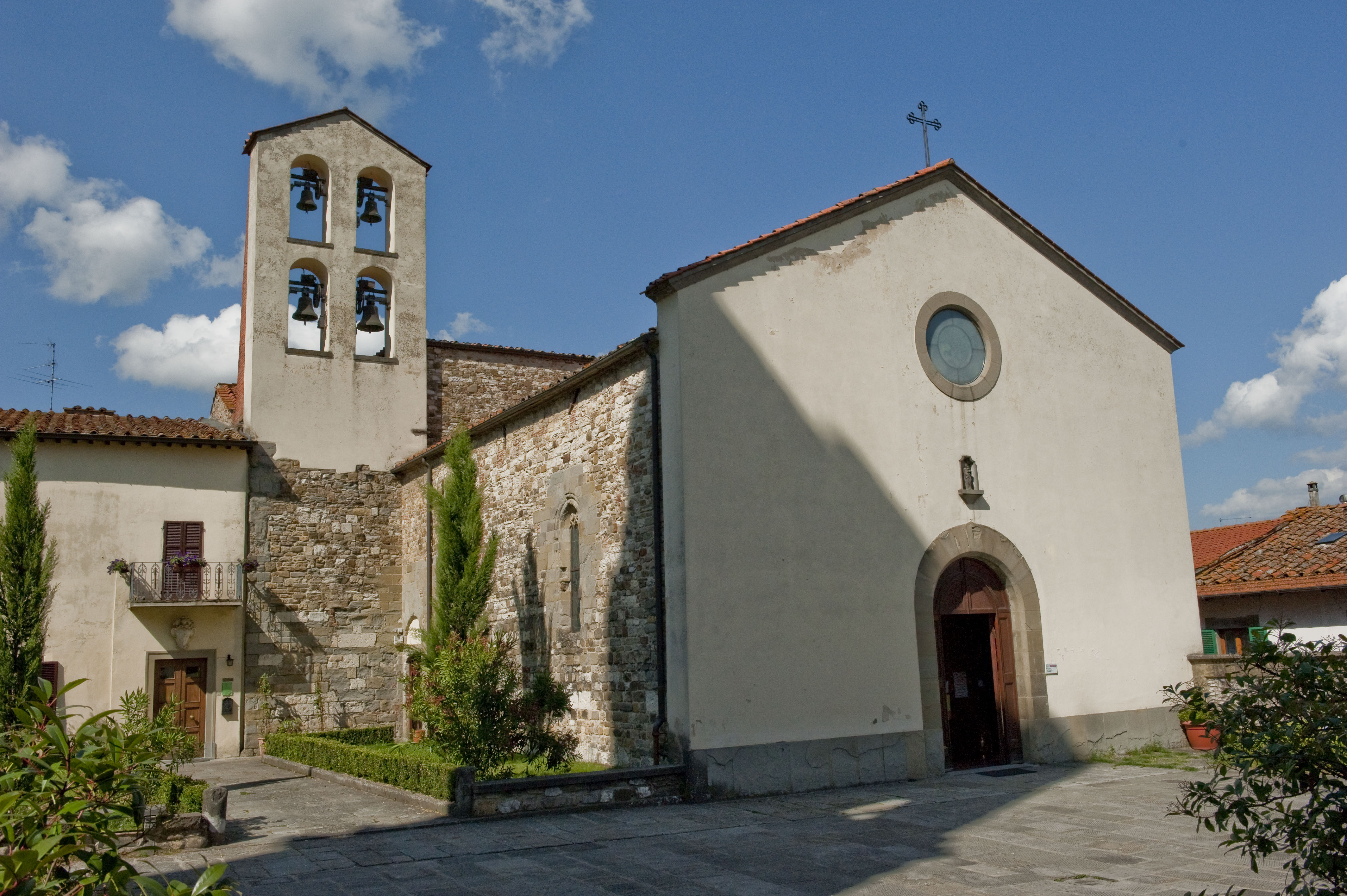
Propositura dei Santi Ippolito e Donato (it) à Bibiena
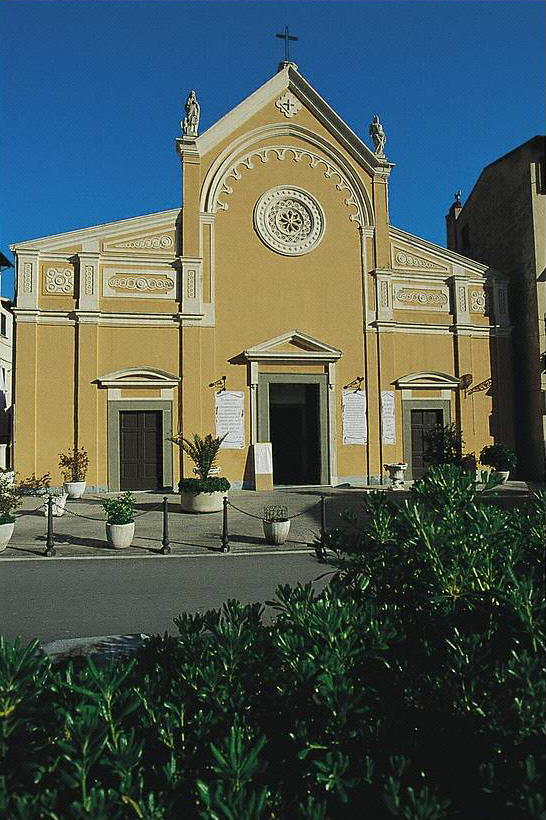
Propositura della Natività di Maria (it) à Portoferraio
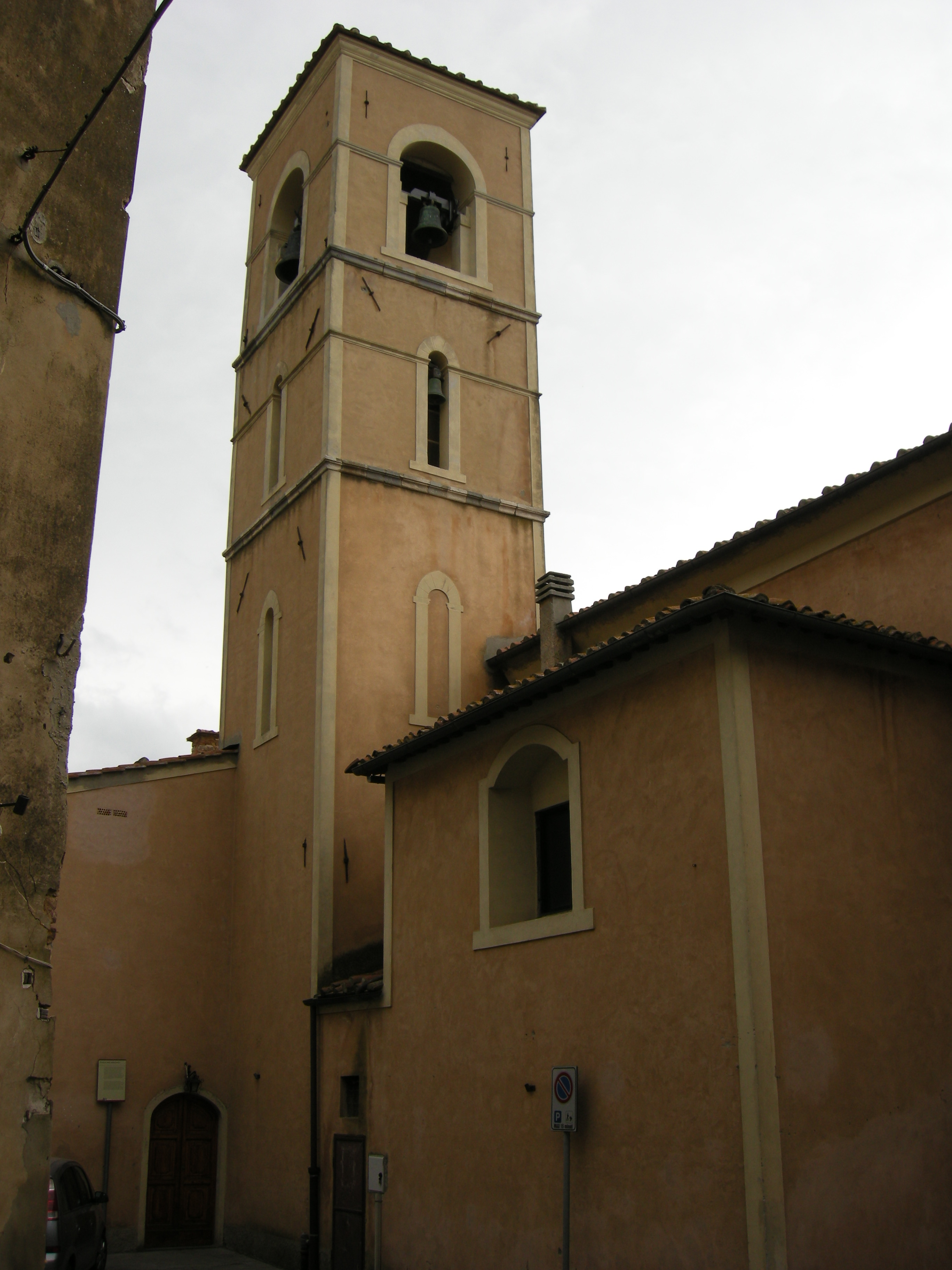
Propositura di San Lorenzo (it) à Campiglia Marittima
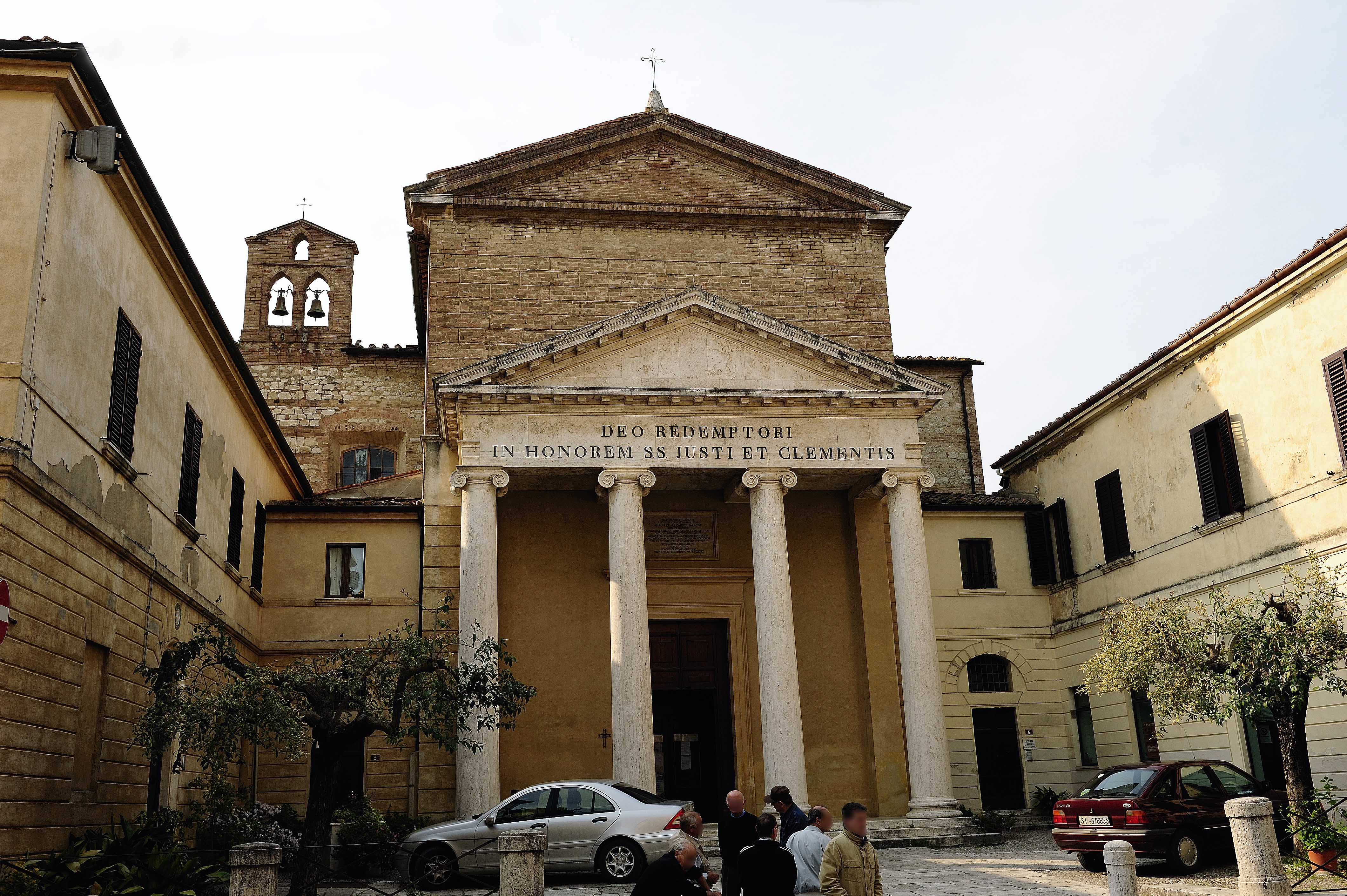
Propositura dei Santi Giusto e Clemente (it) à Castelnuovo Berardenga
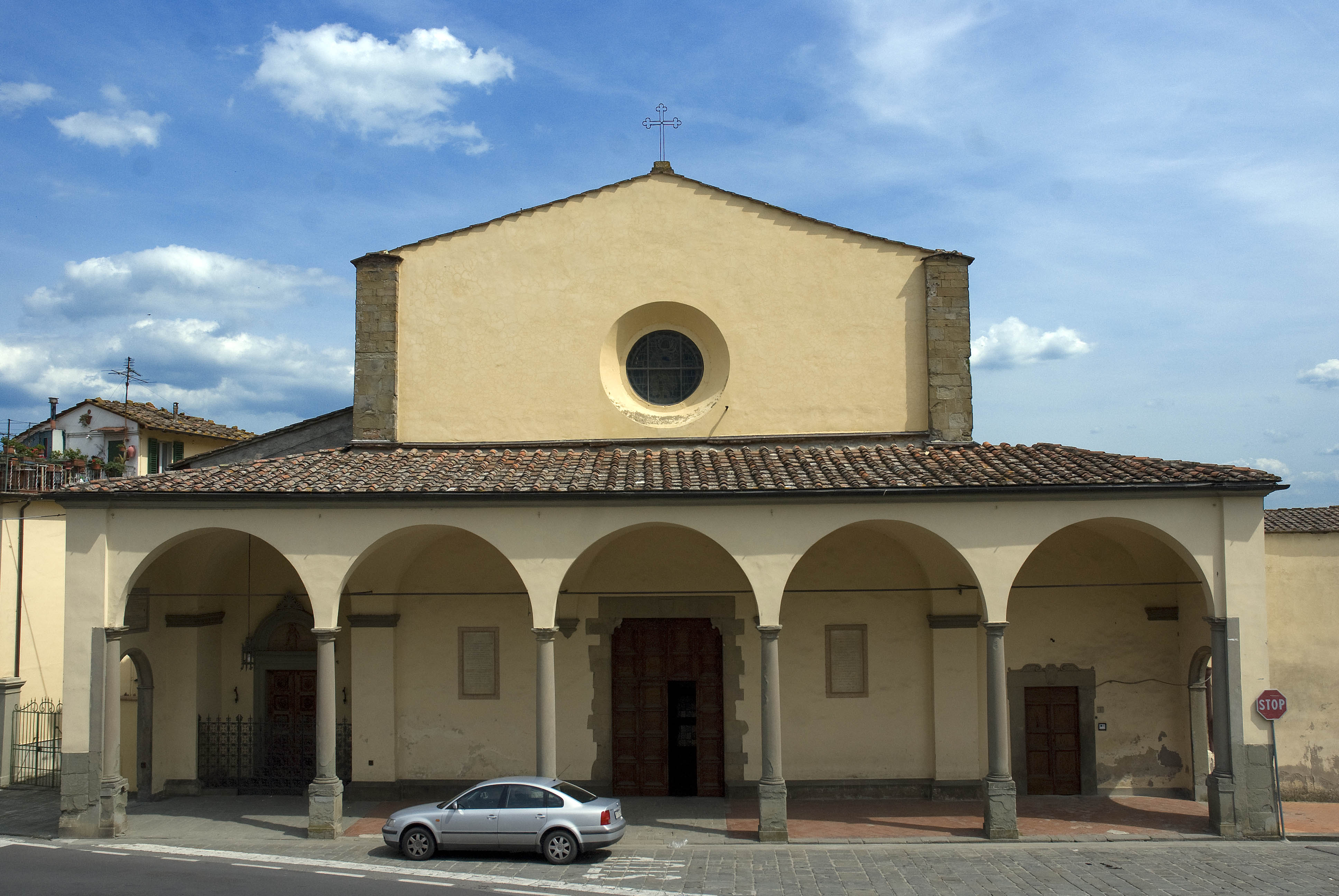
Propositura dei Santi Michele e Francesco (it) à Carmignano
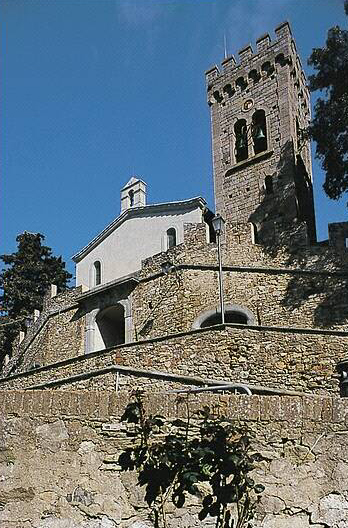
Propositura di San Lorenzo (it) à Castagneto Carducci
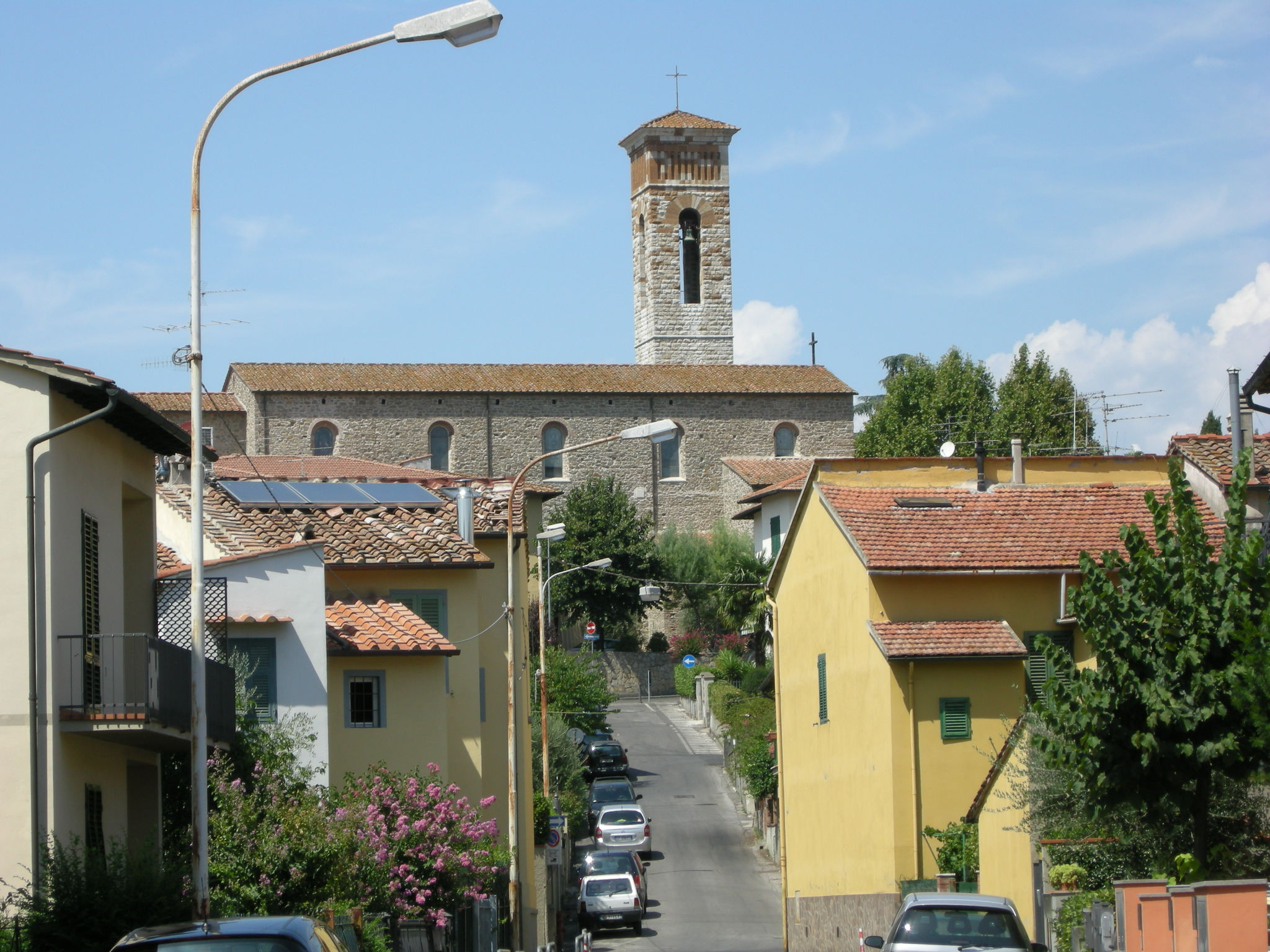
Propositura di Santa Maria del Rosario (it) à Poggio a Caiano
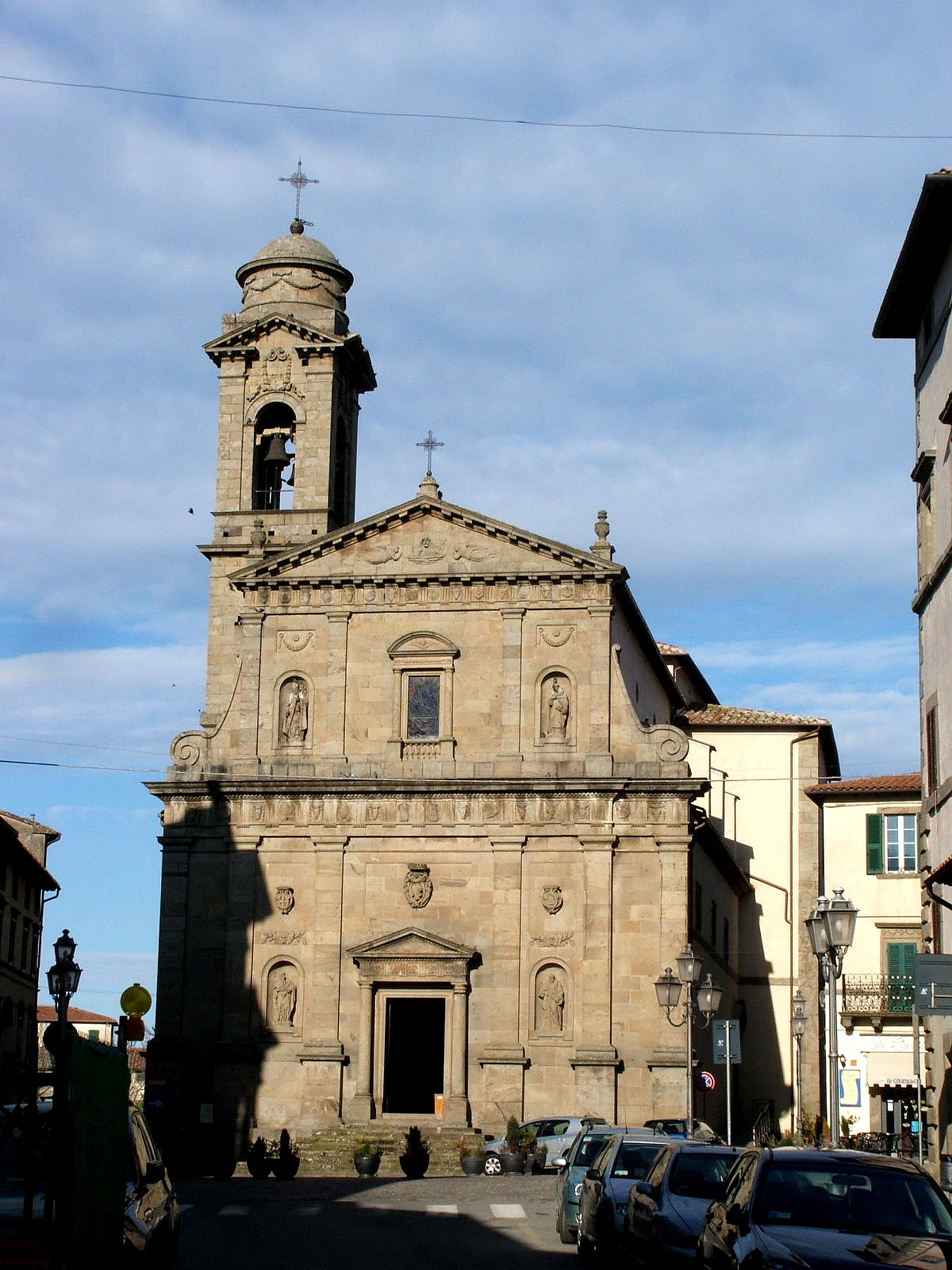
Chiesa della propositura Castel del Piano
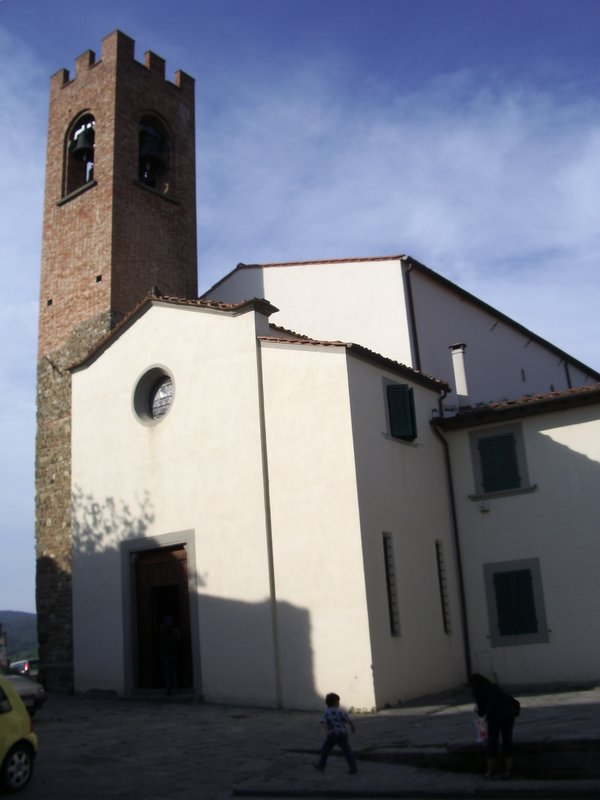
Propositura di Santo Stefano (it) à Capraia e Limite
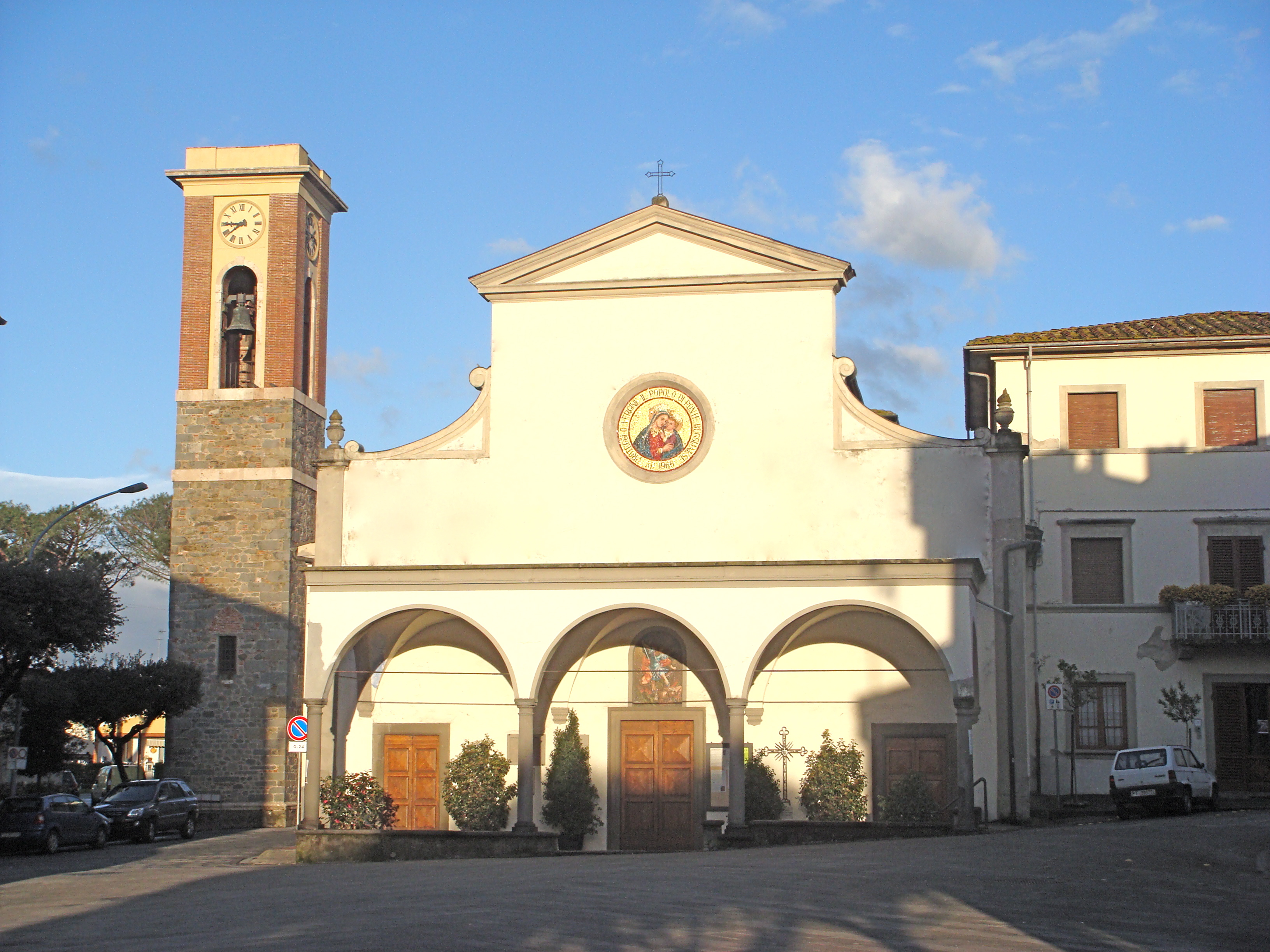
Prepositura di San Michele Arcangelo à Ponte Buggianese

### En Lombardie

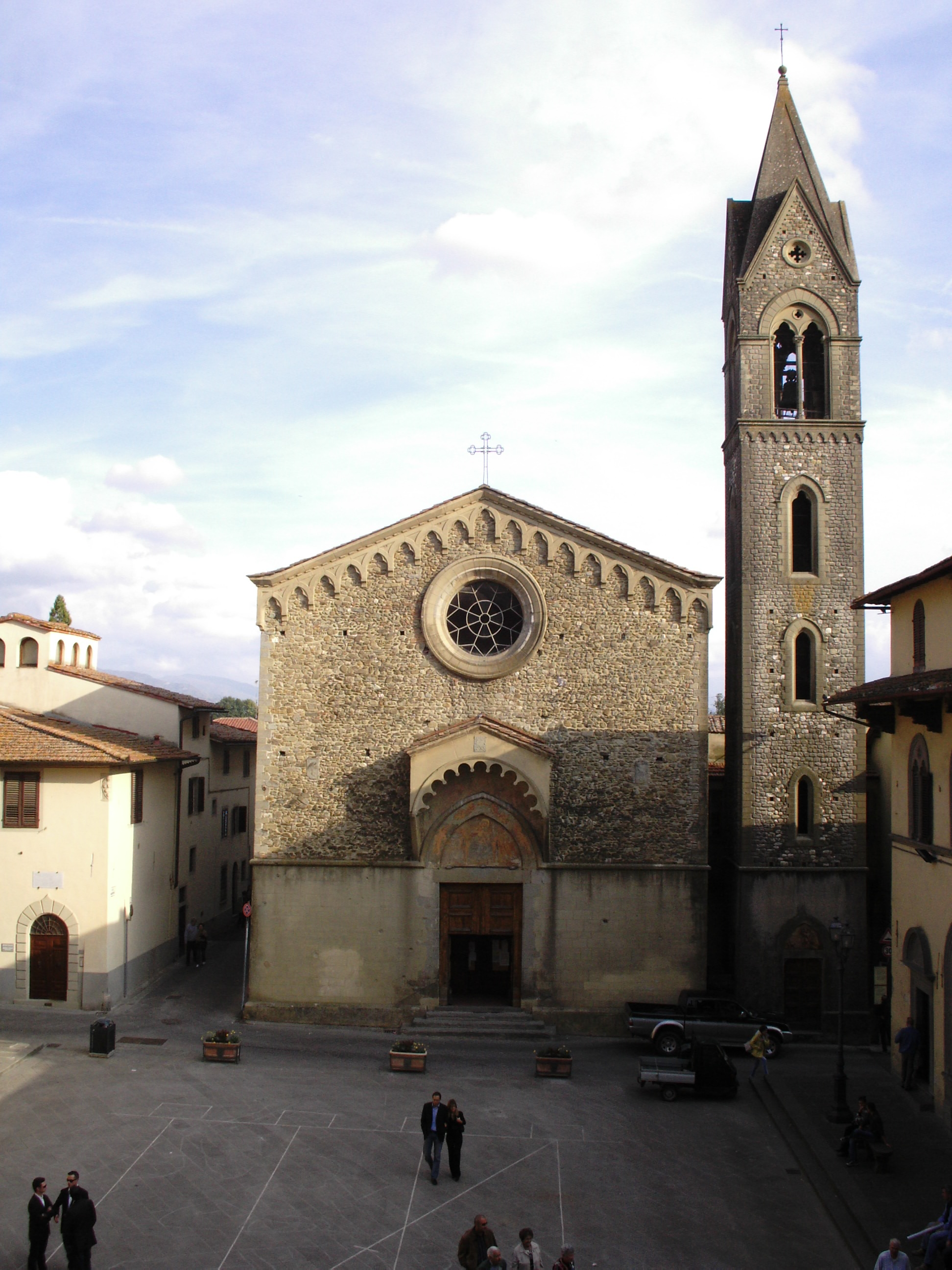
Prepositura dei Santi Jacopo e Filippo (it) à Scarperia
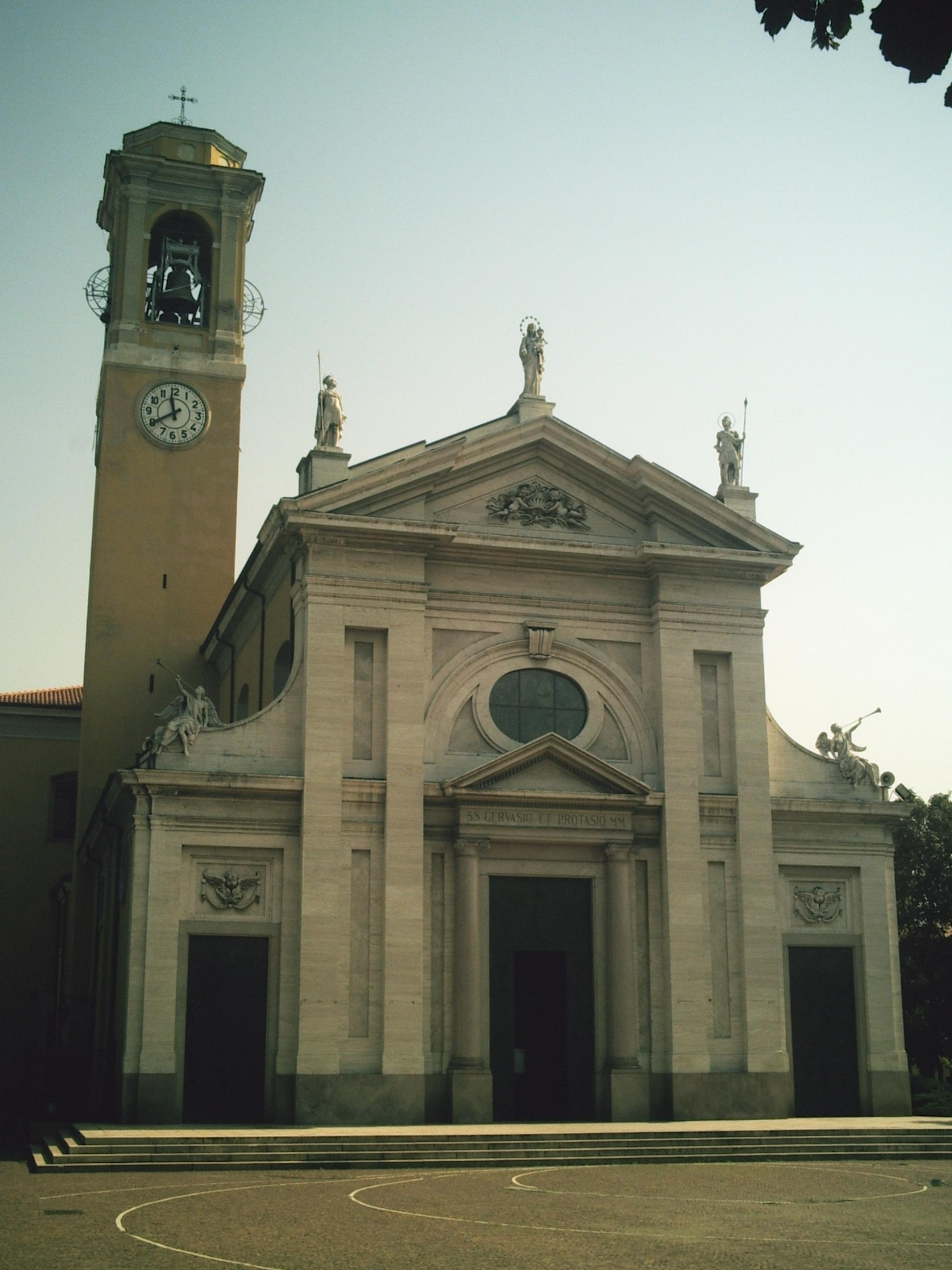
Chiesa prepositurale dei Santi Gervasio e Protasio (it) à Parabiago
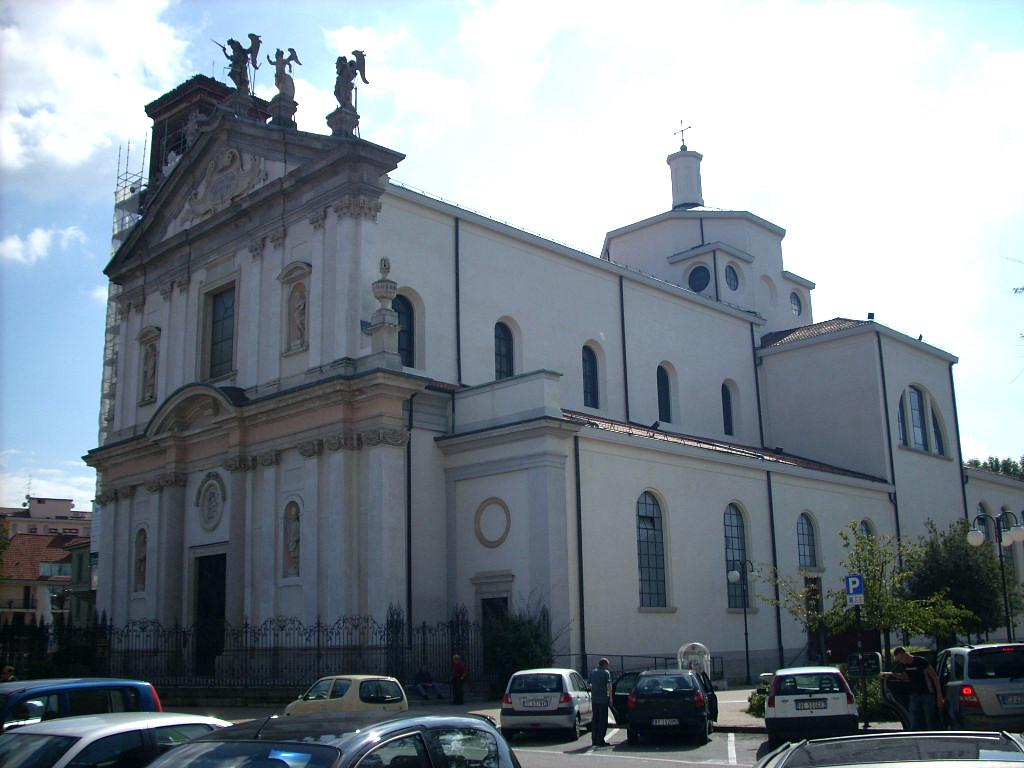
Chiesa prepositurale di San Michele Arcangelo (it) à Busto Arsizio
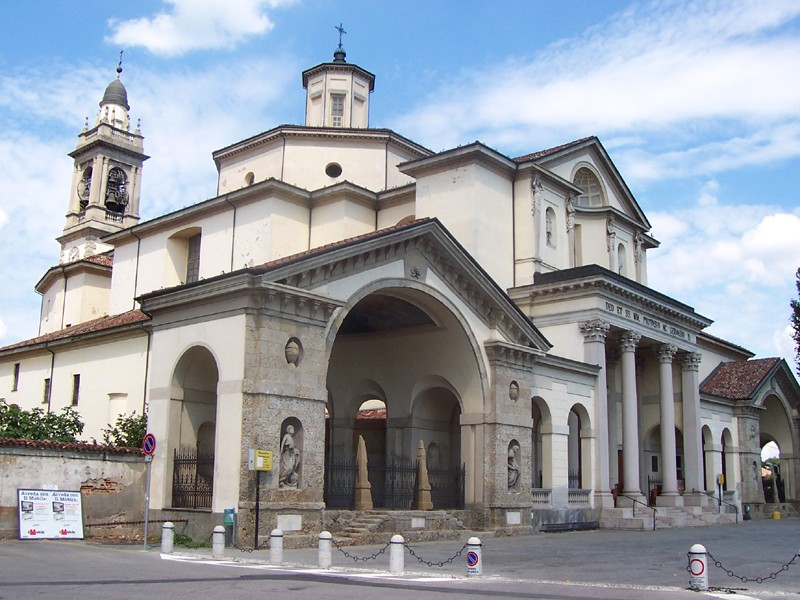
Chiesa prepositurale dei Santi Gervasio e Protasio (it) à Gorgonzola
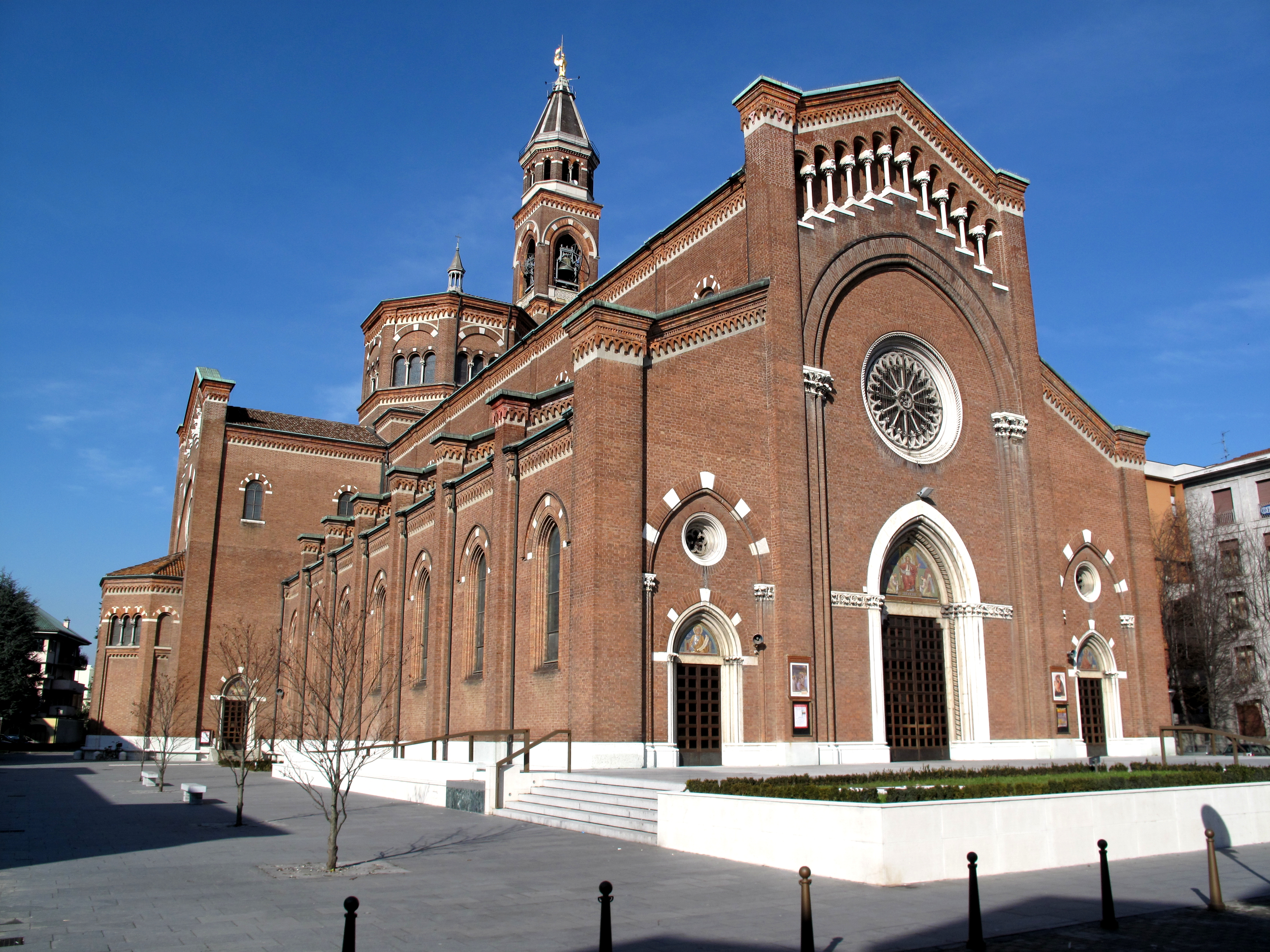
Prepositurale dei Santi Pietro e Paolo (it) à Lissone
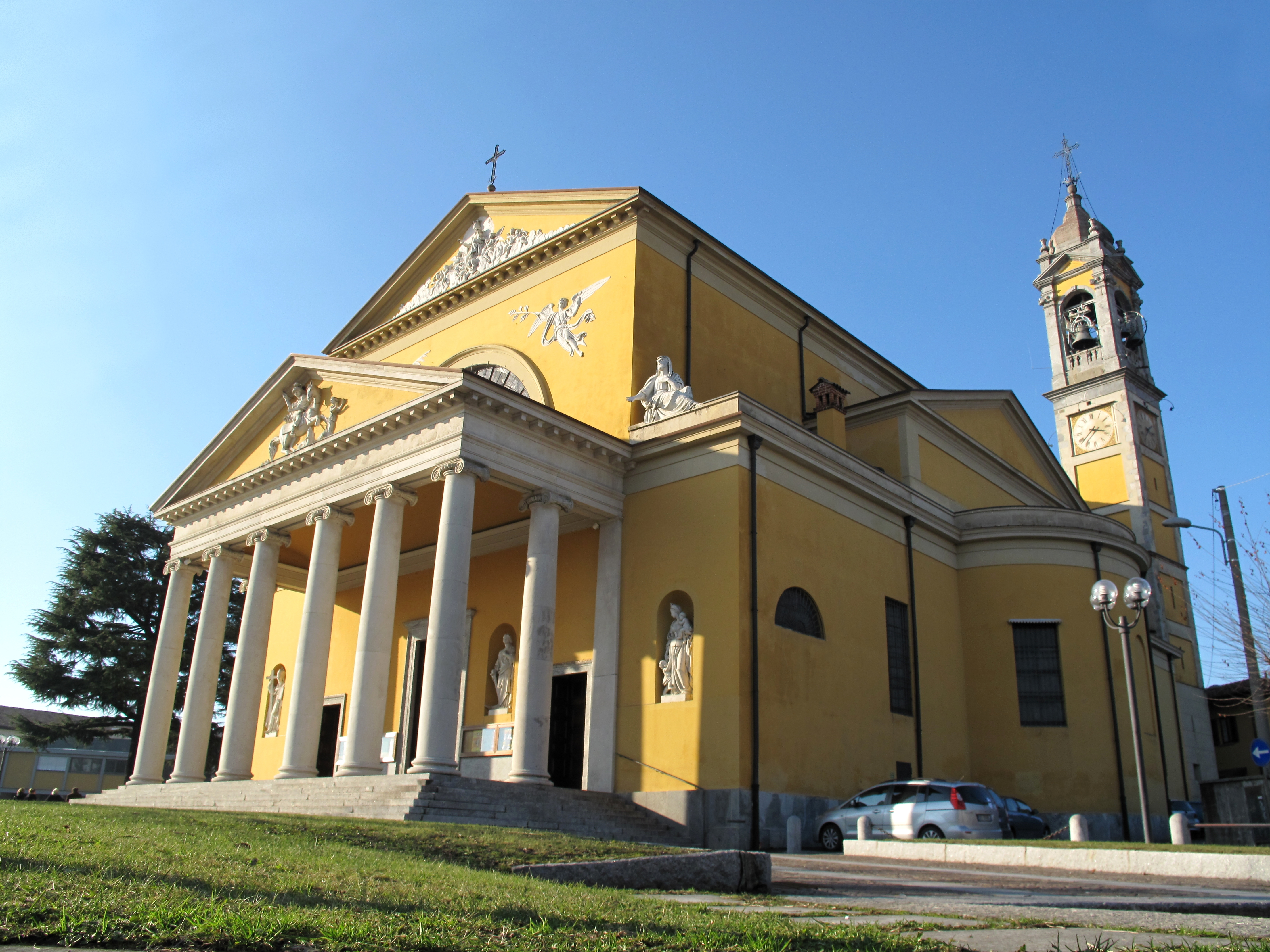
Chiesa prepositurale de Casatenovo
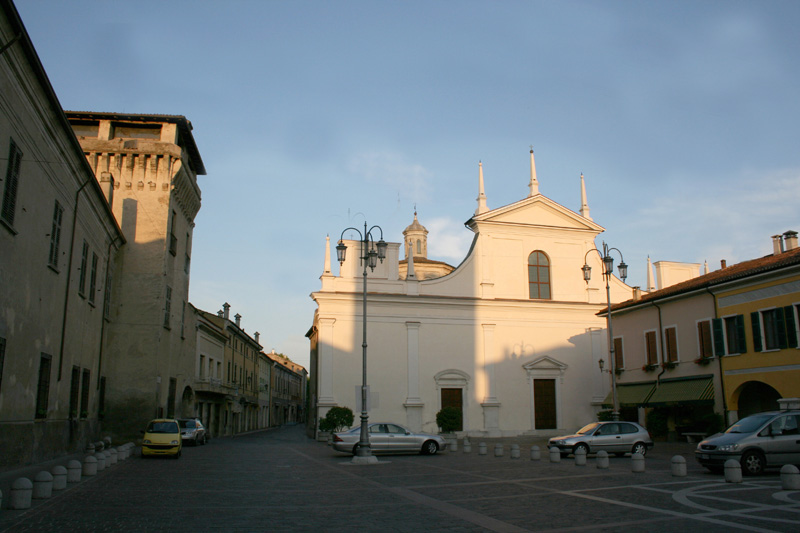
Propositurale di San Erasmo à Castel Goffredo
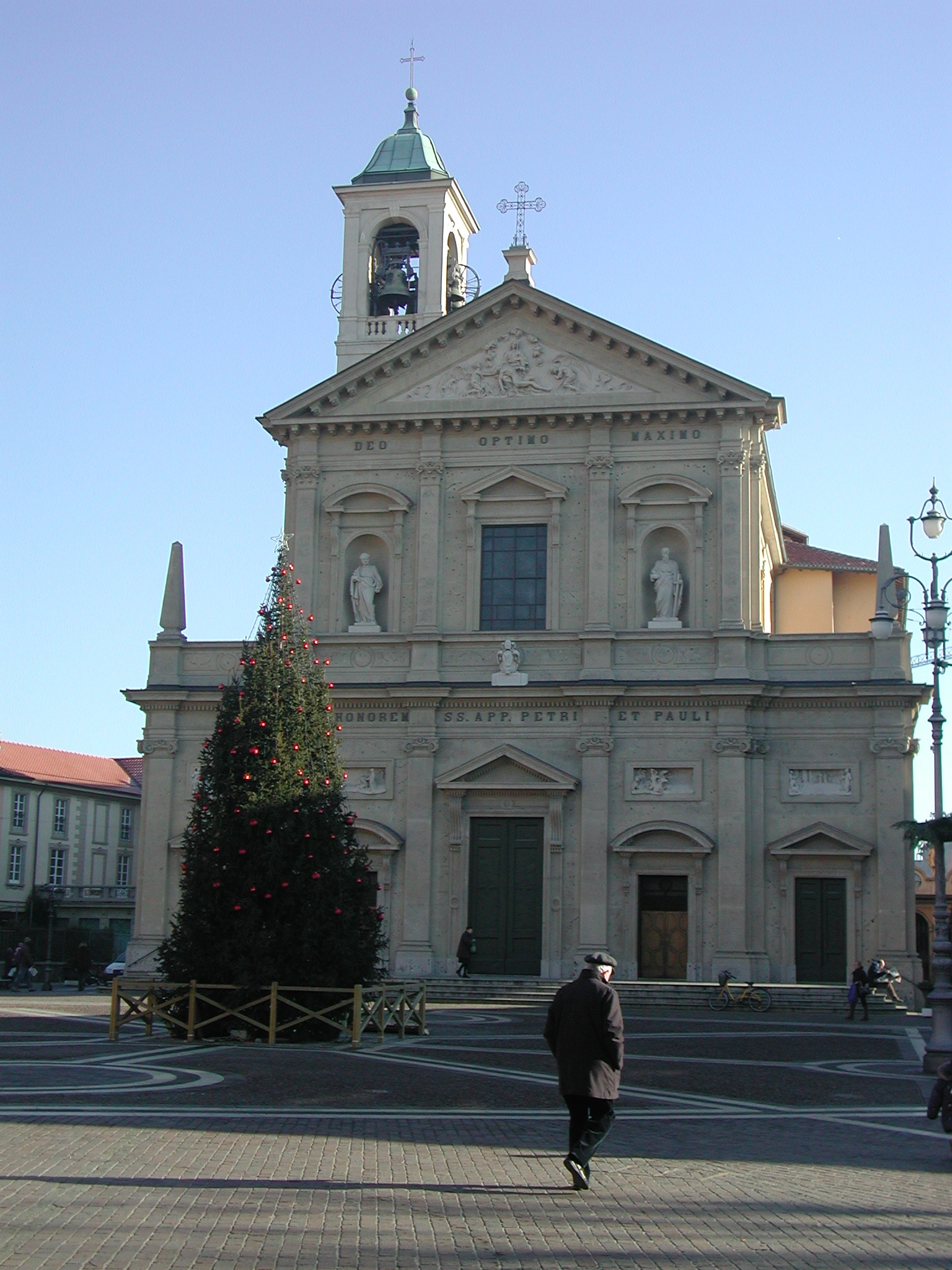
Basilica Prepositurale dei Santi Pietro e Paolo (it) à Saronno
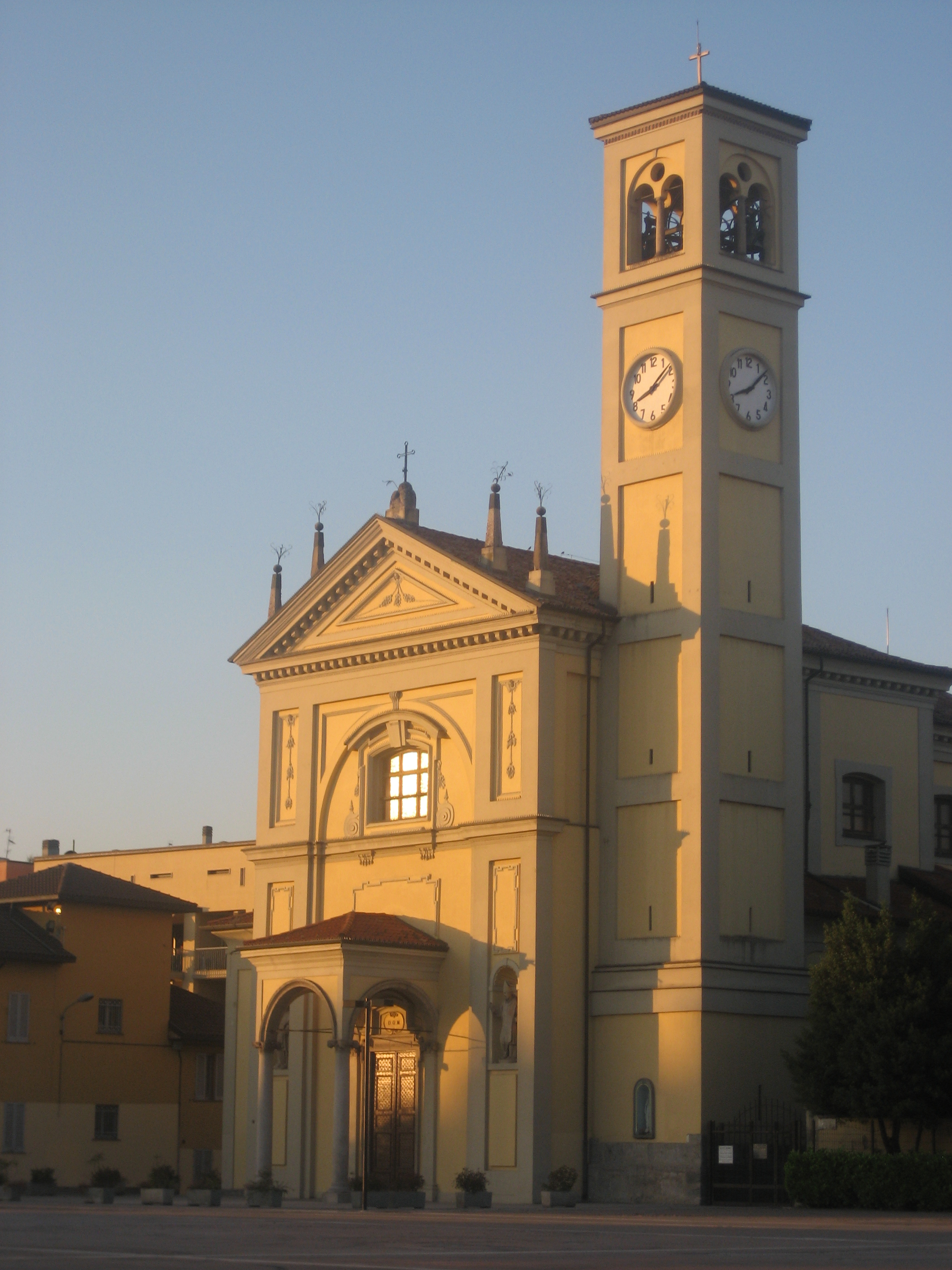
Chiesa prepositurale di San Donato à San Donato Milanese